# بوریس کولاگین
بوریس کولاگین (انگلیسی: Boris Kulagin; ۳۱ دسامبر ۱۹۲۴ – ۲۵ ژانویهٔ ۱۹۸۸)بازیکن و مربی هاکی روی یخ اهل اتحاد جماهیر شوروی سوسیالیستی بود.
وی به‌عنوان سرمربی تیم ملی هاکی روی یخ شوروی به قهرمانی بازی‌های المپیک زمستانی ۱۹۷۶ رسیده‌است.